# Alojzije Poljaković
Alojzije Poljaković je bio istaknuti vjerski i kulturni radnik Hrvata u Bačkoj. Radio je kao nastavnik.
Bio je inicijatorom organiziranja katoličkih organizacija na području Bačke koja su snažno djelovala na nacionalno sazrijevanje hrvatske srednjoškolske i sveučilišne mladeži, a sve u duhu kršćanskih načela.
Pisao je za Klasje naših ravni u razdoblju 1935. – 1944., časopis za književnost, umjetnost i znanost bačkih Hrvata.
Kao takav bio je metom progona koju su sprovodile jugokomunističke vlasti nad Hrvatima i rimokatolicima. Ožujka 1948. je u Subotici osudilo 3 skupine od ukupno 27 katoličkih svećenika i aktivista, a lažno su optuženi da su pripadali "ustaškoj i križarskoj terorističkoj organizaciji". Alojzije Poljaković je bio dijelom skupine koja je osuđena 17. ožujka 1948. godine, a dobio je osam godina (osuđeni su još Ivan Kujundžić, Vojislav Pešut, Franjo Vujković, Šime Stantić, Stanko Stanić, Ante Sekulić, Joso Dulić, Dragutin Milonja, Ružica Draženović i Aleksandar Ivić, dok je Józsefa Tilija oslobodilo zbog nedostatka dokaza).